# Malá Lesná
Malá Lesná (dříve Malý Špinelsdorf, německy Klein Spinnelsdorf) je zaniklá vesnice ve vojenském újezdu Hradiště v okrese Karlovy Vary. Ležela v Doupovských horách čtyři kilometry jižně od Klášterce nad Ohří v nadmořské výšce okolo 570 metrů.

## Název
Prvotní jméno vesnice znělo nejspíše Spilmannsdorf a bylo odvozeno ze středněhornoněmeckého slova spilman (potulný zpěvák). V českém překladu proto znamenalo Hudcova ves. Název se v historických pramenech objevuje ve tvarech: Sspilmisdorf minor (1460), Sspilmisdorffie wietssim y menssim (1488), Sspilesdorff wietssj y menssj (1591) a Klein Spinnelsdorf (1787). Název Lesná se používal od konce čtyřicátých let dvacátého století.

## Historie
Vesnici založili páni z Egerberka v průběhu dvanáctého nebo třináctého století, ale první písemná zmínka o ní pochází z roku 1460, kdy byla při prodeji Egerberka uvedena v soupisu vesnic příslušných k jeho panství. K němu patřila až do roku 1623, kdy ji koupil Kryštof Šimon Thun a připojil ji ke kláštereckému panství, u kterého zůstala do zrušení patrimoniální správy. Podle urbáře panství z roku 1572 museli poddaní z vesnice, kteří hospodařili na jednom a třech čtvrtinách lánu, zaplatit roční daň ve výši čtyř kop grošů a čtyř denárů. Jejich robotní povinností bylo dvanáct dní v roce pracovat při kosení, dva dny odpracovat na vinici, při zpracování chmelu nebo sena a čtyři dny ročně orat.
Osada zanikla vysídlením 15. května 1954 v důsledku zřízení vojenského újezdu.

## Přírodní poměry
Malá Lesná stávala v katastrálním území Žďár u Hradiště v okrese Karlovy Vary, necelé dva kilometry jihozápadně od Lestkova. Nacházela se v nadmořské výšce okolo 570 metrů na severovýchodním úbočí vrchu Tok (720 metrů). Oblast se nachází v severní části Doupovských hor, konkrétně v jejich okrsku Jehličenská hornatina. Půdní pokryv v širším okolí tvoří kambizem eutrofní.
V rámci Quittovy klasifikace podnebí Malá Lesná stála v mírně teplé oblasti MT3, pro kterou jsou typické průměrné teploty −3 až −4 °C v lednu a 16–17 °C v červenci. Roční úhrn srážek dosahuje 600–750 milimetrů, počet letních dnů je 20–30, počet mrazových dnů se pohybuje od 130 do 160 a sněhová pokrývka zde leží 60–100 dnů v roce.

## Obyvatelstvo
Při sčítání lidu v roce 1921 zde žilo 57 obyvatel (z toho 23 mužů) německé národnosti a římskokatolického vyznání. Podle sčítání lidu z roku 1930 měla vesnice 42 obyvatel se stejnou národnostní a náboženskou strukturou.
|           | 1869 | 1880 | 1890 | 1900 | 1910 | 1921 | 1930 | 1950 |
| --------- | ---- | ---- | ---- | ---- | ---- | ---- | ---- | ---- |
| Obyvatelé | 52   | 56   | 49   | 47   | 50   | 57   | 42   | 3    |
| Domy      | 8    | 8    | 10   | 10   | 9    | 9    | 9    | 7    |

## Obecní správa
Malá Lesná se nikdy nestala obcí. Od roku 1850 byla osadou Velké Lesné, se kterou v období 1868–1924 patřily k obci Martinov. Poté, až do zrušení obou vesnic, byla Malá Lesná osadou Velké Lesné.